# Csányi Sándor (színművész)
Csányi Sándor (Budapest, 1975. december 19. –) Jászai Mari-díjas magyar színész, érdemes művész.

## Életpályája
Gyermekkora óta színésznek készült. Az általános iskola elvégzése után épületgépészeti szakközépiskolában tanult. Érettségi után a kaposvári Csiky Gergely Színházban segédszínészként tanulta a színészmesterséget. 1997-ben negyedik felvételije sikeres volt a Színház- és Filmművészeti Főiskolára, Marton László osztályába. A főiskola elvégzése után, 2001-ben, a Krétakör Színház tagja lett. 2002 és 2012 között a Radnóti Miklós Színház tagja volt. 2013–2018 között a Thália Színház művészeti vezetője, tagja volt.
Évek óta kerüli a sajtónyilvánosságot, ritkán nyilatkozik karitatív, a Hospice Alapítványnál végzett tevékenységéről.

## Színházi szerepei
A Színházi adattárban regisztrált bemutatóinak száma: 63.
- Babel: Alkony....Benya
- Bereményi Géza–Kovács: Apacsok....Horváth
- Bertolt Brecht: Baal....Bolleboll
- Brecht: Kurázsi mama és gyermekei....Stüsszi
- Büchner: W-munkáscirkusz, W - munkáscirkusz....Ezreddobos
- Carlo Goldoni: Karneválvégi éjszaka....Agostino
- Csehov: Cseresznyéskert....Jása
- Csehov: Három nővér....Fedotyik
- Edward Albee: Szilvia, a K....Ross
- Frank Wedekind: Lulu....Rodrogo Quast
- Füst Milán: Boldogtalanok....Húber Vilmos
- Hamvai Kornél: Hóhérok hava....Kocsis; Járókelő; Irodista; Kikiáltó; Gyászhuszár
- Hamvai Kornél: Körvadászat....
- Heltai Jenő: Naftalin...Dr. Szakolczay Bálint
- Henrik Ibsen: Peer Gynt....
- Jahnn: Medea....Jason
- Kander–Ebb: Cabaret....Cliff Bradshaw
- Kosztolányi Dezső: Édes Anna....Kristóf atya
- Langer: A negyedik kapu....
- Jiří Menzel: Ubaldo úr visszere/lába....Colombina
- Arthur Miller: Megszállottak....Thorkill kormányzóhelyettes
- Molnár Ferenc: Az üvegcipő....
- Molnár Ferenc: Az ördög....László
- Molnár Ferenc: Liliom....Berkovics; Rendőr; Liliom; Ficsúr; Kádár
- Molnár Ferenc: Riviera....Misch
- Molnár Péter: Keresők....
- Oscar Wilde: Bunbury....Jack Worthing..
- Alekszandr Nyikolajevics Osztrovszkij: Farkasok és bárányok....Apollon Murzaveckij
- Osztrovszkij: Vihar..
- Ödön von Horváth: Mit csinál a kongresszus?....Főtitkár
- Örkény István: Tóték....Őrnagy
- Luigi Pirandello: IV. Henrik....Bertold
- Polgár–Garai: Zenés sakk-kabaré....
- Cole Porter: Csókolj meg, Katám!....
- Neil Simon: És mennyi szerelem!....Andy Hobart
- Isaac Bashevis Singer: Bolond Gimpel....Lázár
- Tasnádi István: Kokainfutár....Narráció
- Tasnádi István: NEXXT....T.B. Pajero; Balfék; Rendőr
- Térey János: Asztalizene....Győző
- Lars von Trier: A főfőnök....Kristoffer
- Valle–Inclán: A sárkány feje....Bojt herceg és kisbíró
- Peter Weiss: Jean Paul Marat üldöztetése és meggyilkolása...
- Wilde: Salome....4. Katona
- William Shakespeare: Titus Andronicus....Alarbus; Futár

## Filmjei

### Játékfilmek
- Sitiprinc (1999)
- Uristen@menny.hu (2000)
- Nincsen nekem vágyam semmi (2000)
- Nexxt (2000)
- Jadviga párnája (2000)
- Citromfej (2000)
- Az ember, akit kihagytak (2000)
- I love Budapest (2001)
- Pizzás (2001)
- Somlói galuska (2002)
- Kontroll (2003)
- Szent Iván napja (2003)
- Jött egy busz… (2003)
- A porcelánbaba (2004)
- Magyar vándor (2004)
- Állítsátok meg Terézanyut! (2004)
- A temetetlen halott (2004)
- Csak szex és más semmi (2005)
- Az igazi Mikulás (2005)
- A fény ösvényei (2005)
- Rokonok (2005)
- Szabadság, szerelem (2006)
- Idegölő (2006)
- Zuhanórepülés (2007)
- S.O.S. szerelem! (2007)
- Kaméleon (2008)
- Szíven szúrt ország (2009)
- Poligamy (2009)
- Kolorádó kid (2010)
- A vízilabda Puskása (2010)
- Így, ahogy vagytok (2010)
- Kaland (2011)
- Coming out (2013)
- Kőmajmok háza (2014)
- Csandra szekere (2017)
- A legjobb dolgokon bőgni kell (2021)
- Futni mentem (2024)

### Tévéfilmek, sorozatok
- A leghidegebb éjszaka (2000)
- Tóték (2004)
- A Hortobágy legendája (2007)
- Apacsok (2010)
- Égi madár (2011)
- Pillangó (2012)
- Balkán kobra (2016)
- Csak színház és más semmi (2016–2019)
- Örök tél (2018)

## Hangjáték
- Háy János: A Herner Ferike faterja (2003)
- Rodion, Markovits: Az aranyvonat (2014)
- Casanova: Casanova visszatér (2015) – közreműködő[4]
- Móricz Zsigmond: Forró mezők (2015)

## Díjai, elismerései
- Magyar Filmkritikusok Díja – Legjobb férfi színész (Kontroll) (2004)
- Súgó Csiga Díj (2004)
- Legjobb epizódszínész díja (36. Magyar Filmszemle) (2005)
- Legjobb filmszínész (Fringe Report) (2005)
- A Magyar Köztársasági Érdemrend lovagkeresztje (2005)
- Legjobb férfi alakítás díja (37. Magyar Filmszemle) (2006)
- Radnóti Színház díja - legjobb színész (2009)
- Pulcinella-díj – Vidor Fesztivál (A Főfőnök) (2011)
- Jászai Mari-díj (2013)[5]
- Érdemes művész (2018)
- Józsefváros díszpolgára (2018)[6]

## Magánélete
Első felesége Pokorny Lia színésznő volt. Közös gyermekük Mihály (2003) zenész. 2007-ben váltak el. Ekkor összejött Erdélyi Tímea színésznővel, akivel két évig voltak együtt. 2012 júliusában újra megnősült, második felesége Tenki Réka színésznő. Közös gyermekeik Luca (2014) és egy kisfiú (2019). Kadarkai Endre Szavakon túl című műsorában 2022 májusában arról is beszélt, hogy apai ágon cigány származású.